# Julius Friedrich Heinrich Abegg
Pour les articles homonymes, voir Abegg.
Julius Friedrich Heinrich Abegg, né le 23 mars 1796 à Erlangen et mort le 29 mai 1868 à Breslau, est un criminaliste allemand.

## Biographie
Julius Friedrich Heinrich Abegg né à Erlangen, est le fils du prédicateur Réformée Dr Johannes Wilhelm Abegg (1768-1806), qui s'installe ensuite à Königsberg en Prusse pour devenir conseiller du consistoire, surintendant et plus tard aumônier de la Cour. Julius Abegg fait ses études à l'École française et au collège germano-polonais de Königsberg, puis aux collèges d'Erlangen et de Nuremberg. À l'âge de 17 ans, il entre à l'université d'Erlangen pour y étudier le droit. Il poursuit ses études à Heidelberg et à Landshut, où il obtient son doctorat. 
Avant de donner des cours, il part pratiquer ses études au tribunal régional d'Erlangen sous la direction du juge Wolfgang Puchta et du professeur Eduard August Feuerbach. En 1819, il se rend à Berlin, où il écoute Biener, Göschen, Hegel et Savigny. En 1821, il devient professeur extraordinaire à l'université de Königsberg et en 1824 professeur titulaire. En 1826, Abegg s'installe à l'université de Breslau, en 1833 il obtient un doctorat en philosophie de l'université d'Erlangen. Il devient en 1818 membre du Corps Suevia München (de).
Il est ensuite délégué du Synode régional de Prusse, chef des presbytères de la Cour, conservateur du Collège réformé, membre de la Société pour l'amélioration des détenus et il participe au Congrès juridique allemand. Il reçoit le titre de Conseil judiciaire privé. Abegg meurt à Breslau.

## Publications
Ses œuvres se trouvent pour la plupart dans le domaine du droit pénal, seulement parfois dans le droit civil ou de sciences naturelles:
- Über die Bestrafung der im Auslande begangenen Verbrechen (1819)
- Système de der Criminalrechtswissenschaft nebst einer Chrestomathie von Beweisstellen (1826)
- Untersuchungen aus dem Gebiete der Strafrechtswissenschaft (1830)
- Lehrbuch des gemeinen Criminalprocesses mit besonderer Berücksichtigung des preußischen Rechts (1833)
- Versuch einer Geschichte der Strafgesetzgebung und des Strafrechts der brandenburgisch-preußischen Lande (1835)
- Die verschiedenen Strafrechtstheorien dans ihrem Verhältnisse zu einander und zu dem positiven Rechte und dessen Geschichte (1835)
- Lehrbuch der Strafrechtswissenschaft (1836)
- Beiträge zur Strafproceßgesetzgebung (1841)
- Versuch einer Geschichte der preußischen Civilgesetzgebung (1848)
- Betrachtungen über die Verordnung betreffend die Einführung des mündlichen und öffentlichen Verfahrens mit Geschworenen dans Untersuchungssachen im Königreich Preußen (1849)
- Über das religiöse Élément der peinlichen Gerichtsordnung (1852)
- Mourir preußische Strafgesetzgebung und die Rechtsliteratur dans ihrer gegenseitigen Beziehung (1854)
- Mourir Berechtigung der deutschen Strafrechtswissenschaft der Gegenwart (1859)
- Über die Verjährung rechtsmäßig anerkannter Strafen (1862)
- Über den organischen Zusammenhang einer auf den neueren Grundsätzen beruhenden Einrichtung des Strafverfahrens und der Gerichtsverfassung mit dem Strafrechte oder der Strafgesetzgebung (1863)
- Die Frage über den Zeitpunkt der Vereidigung der Zeugen im strafrechtlichen Verfahren (1864)
- Über die Bedeutung der sogennanten Criminalstatistik (1865)

Abegg a été rédacteur en chef de l' Archiv des Criminalrechts, Neue Ausgabe (1834), et a écrit des articles et des essais dans plusieurs publications de l'époque.
En outre, il est connu pour ses écrits critiques de systèmes législatifs, qui ont toujours été accompagnés par un débat public. Ainsi, il a acquis une renommée en tant qu'expert en matière de législation. Ces critiques sont :
- Kritische Bemerkungen über Straf-Gesetz-Entww. von Württemberg (1836)
- Kritische Bemerkungen über Straf-Gesetz-Entww. von Baden (1839)
- Kritische Bemerkungen über Straf-Gesetz-Entww. von Preußen (1844, 1848, 1851)
- Kritische Bemerkungen über Straf-Gesetz-Entww. von Baiern (1854)
- Kritische Bemerkungen über Straf-Gesetz-Entww. von Sachsen (1837, 1853)
- Kritische Bemerkungen über Straf-Gesetz-Entww. von Norwwegen (1835)
- Kritische Bemerkungen über Straf-Proceß-Entww. von Württemberg (1839)
- Kritische Bemerkungen über Straf-Proceß-Entww. für die preußischen Staaten (1852)
- Kritische Bemerkungen über Straf-Proceß-Entww. für den preußischen Staat (1865)